# Kościół św. Antoniego Padewskiego w Tereszewie
Kościół św. Antoniego Padewskiego w Tereszewie – rzymskokatolicki kościół parafialny parafii św. Antoniego Padewskiego w Tereszewie (województwo warmińsko-mazurskie).

## Historia
Świątynię wzniesiono w latach 1938-1947 z inicjatywy księdza Leona Kossak-Główczewskiego (zm. 1985), o czym informuje tablica pamiątkowa.
Budowę dwunastogłosowych organów rozpoczął Kazimierz Urbański, który ukończył jedynie sekcję manuału I. Instrument został dokończony przez Marka Piątkowskiego w 2003.
Przy kościele znajdują się groby m.in. proboszczów tereszewskich: Franciszka Krajewskiego (1912-1982, więźnia niemieckich obozów koncentracyjnych Stutthof, Sachsenhausen i Dachau) oraz księdza Stanisława Słupskiego (1955-2018).

## Galeria

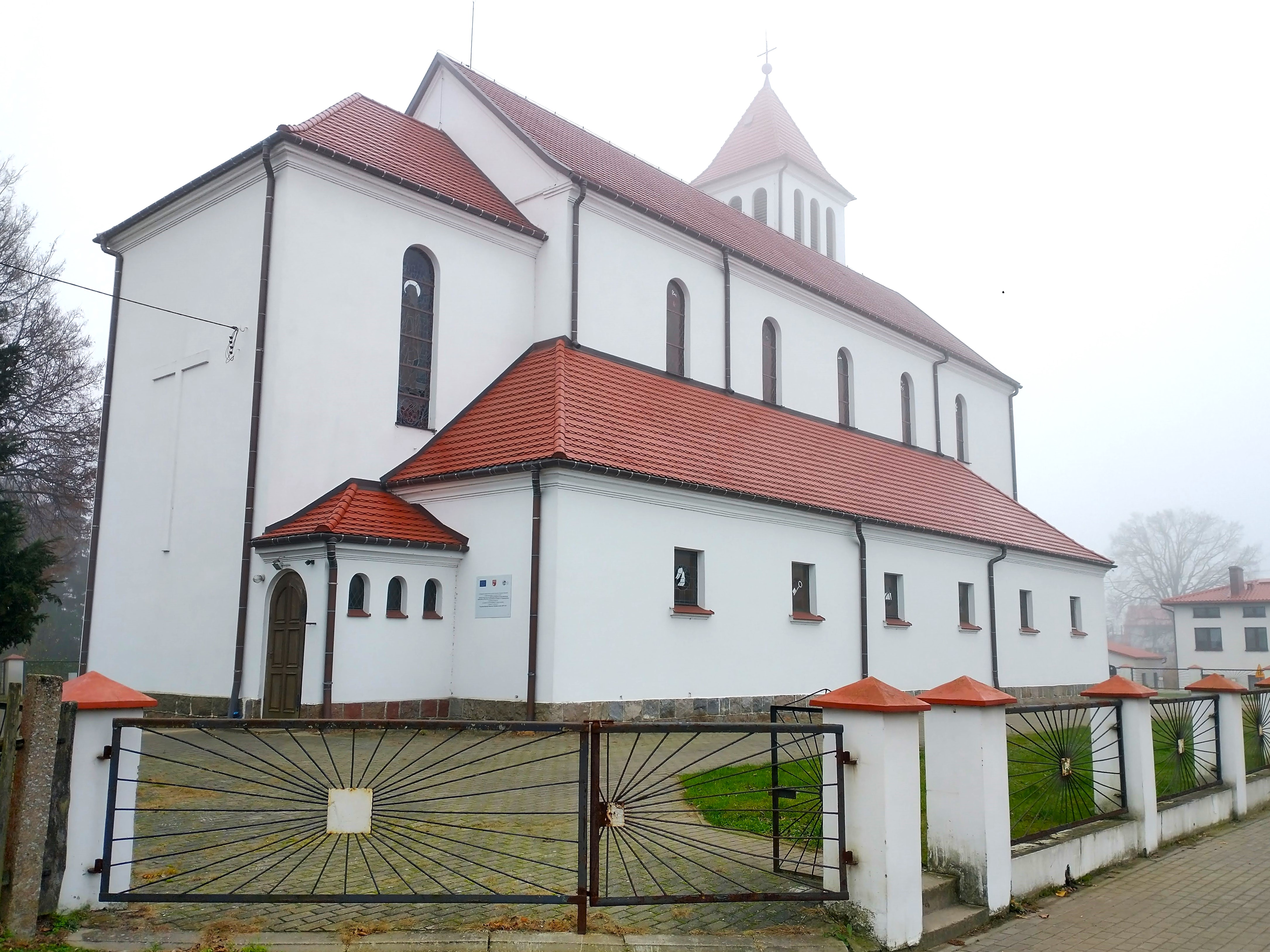
Widok od prezbiterium
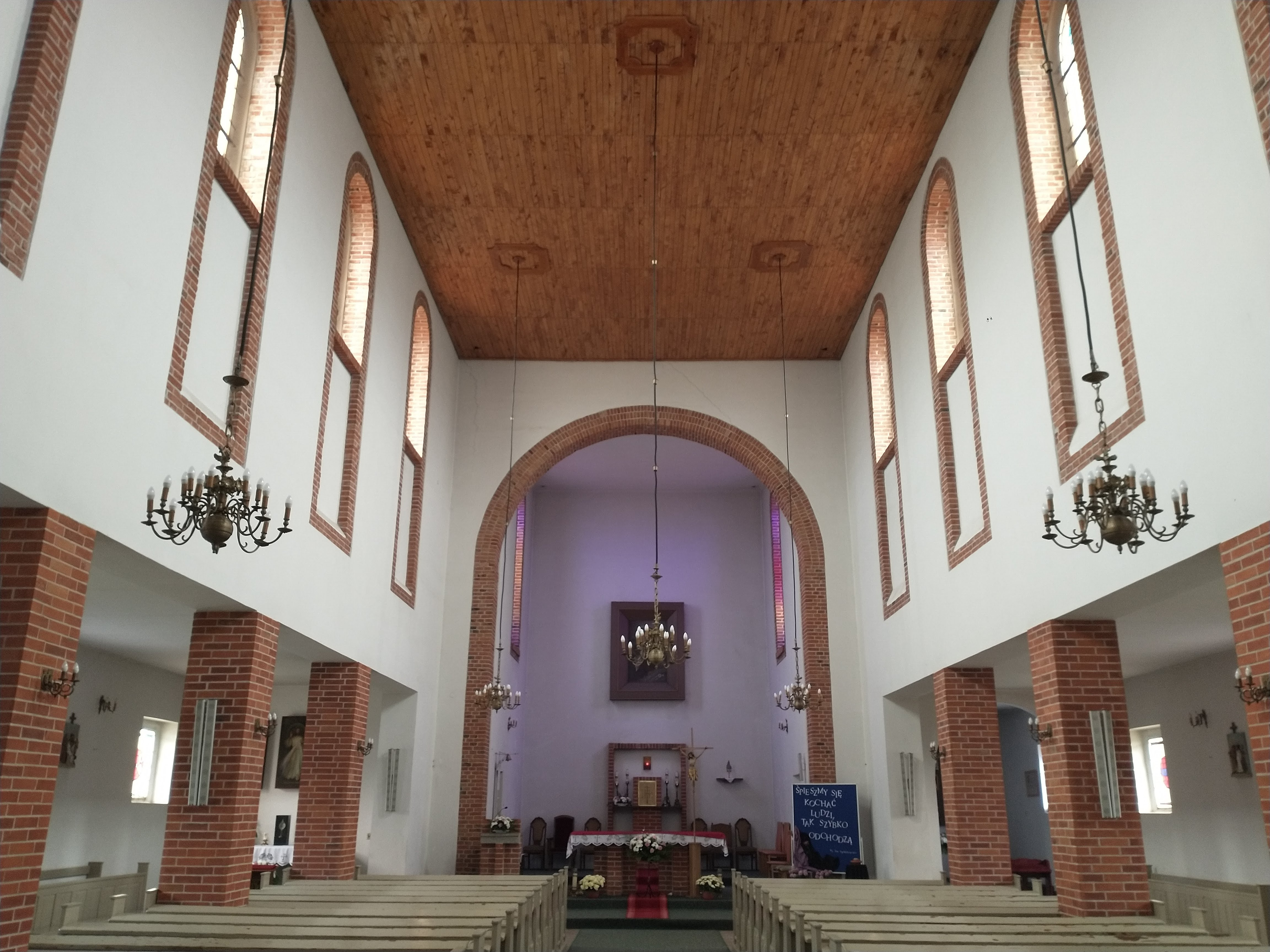
Wnętrze